# New Mexico (teritoriu SUA)

Hartă prezentând distribuția teritorială din 1863 a Arizona Territory (partea bordată de sud) și New Mexico Territory (partea bordată de nord).
Harta nu indică suprafața achiziționată ulterior, în 1856, prin Actul Gadsen Purchase.

Teritoriul New Mexico, conform originalului [The] New Mexico Territory, a devenit teritoriu organizat al Statelor Unite ale Americii la 9 septembrie 1850 și a existat până la 6 ianuarie 1912, când New Mexico a devenit ce de-al patruzeci și șaptele stat al Uniunii.

## Istoric
Partea vestică a statului de azi New Mexico provine teritorial din documentele Tratatului de la Guadalupe Hidalgo (conform originalului Treaty of Guadalupe Hidalgo) din 1848, în timp ce restul estului statului New Mexico (de la Rio Grande până spre prezenta graniță New Mexico - Texas) a fost adăugată ca o consecință a așa numitului Compromis din 1850 (conform originalului, Compromise of 1850).  Achiziționarea Gadsen (conform, [The] Gadsden Purchase) din 1853, a adăugat o suprafață adițională relativ mică Teritoriului New Mexico—porțiunea îngustă cea mai sudică a statelor de azi Arizona și New Mexico.
Pământul conținut în teritoriul originar din 1850 era partea de vest a viitorului stat de mai târziu la care se adăuga aproape întreaga suprafață a statului Arizona de astăzi, zonă care era atunci cunoscută sub numele de Santa Ana County, la care se adăuga câte o mică porțiune din actualele state ale Uniunii Colorado și Nevada, aflate la sud de zona cunoscută ca Missouri Compromise (adică la sud de paralela de 36° și 30' N).

Harta din 1856 a celor două teritorii, Arizona și New Mexico (care coincid teritorial ce limitele geografice de azi), cu indicare terenului achiziționat prin actul numit Gadsen Purchase, în galben.

Cedarea texană (conform, [The] Texan Cession) și Cumpărarea/Achiziționarea Gadsden (conform, [the] Gadsden Purchase) au extins suprafața teritoriului New Mexico foarte mult, dar constituirea Teritoriului Colorado la 28 februarie 1861, respectiv constituirea Teritoriului Arizona la 24 februarie 1863 la vest de meridianul vestic 109, au făcut ca Teritoriul New Mexico să se "contracte" corespunzător și să păstreze limitele sale geografice care există și azi.

## A se vedea și
- New Mexico (dezambiguizare)
- New Mexico
- New Mexico (teritoriu SCA)
- Regiuni istorice ale Statelor Unite ale Americii
- Santa Fe de Nuevo México